# Monte Argentario
Monte Argentario és un municipi de la província de Grosseto, a la regió de la Toscana (Itàlia), situat uns 150 km al sud de Florència i uns 35 km al sud de Grosseto.
L'1 de gener de 2018 tenia 12.455 habitants.
Limita amb el municipi d'Orbetello.
Pertanyen al municipi les frazioni de Porto Santo Stefano i Porto Ercole.

## Galeria

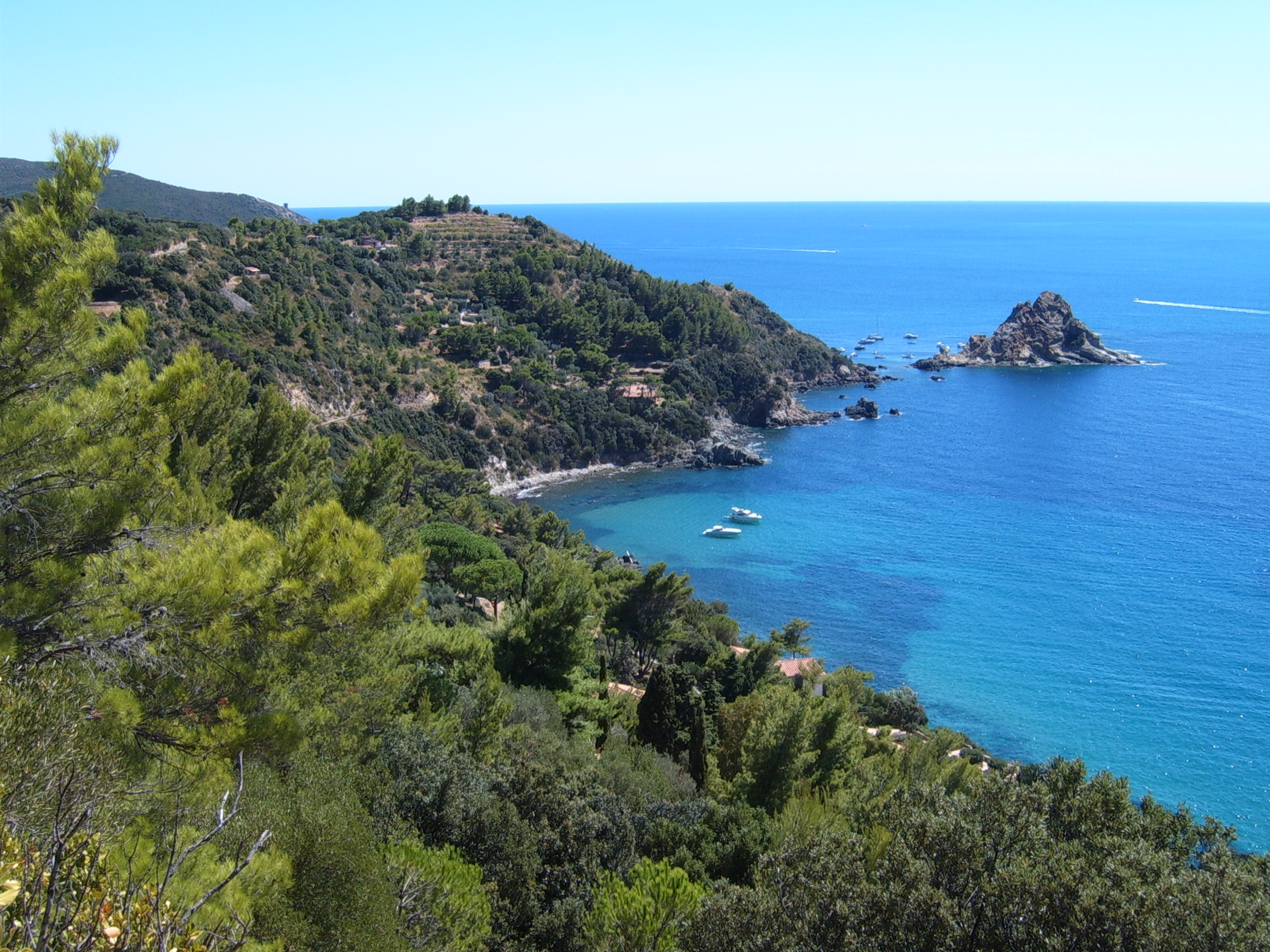
Illa Rossa
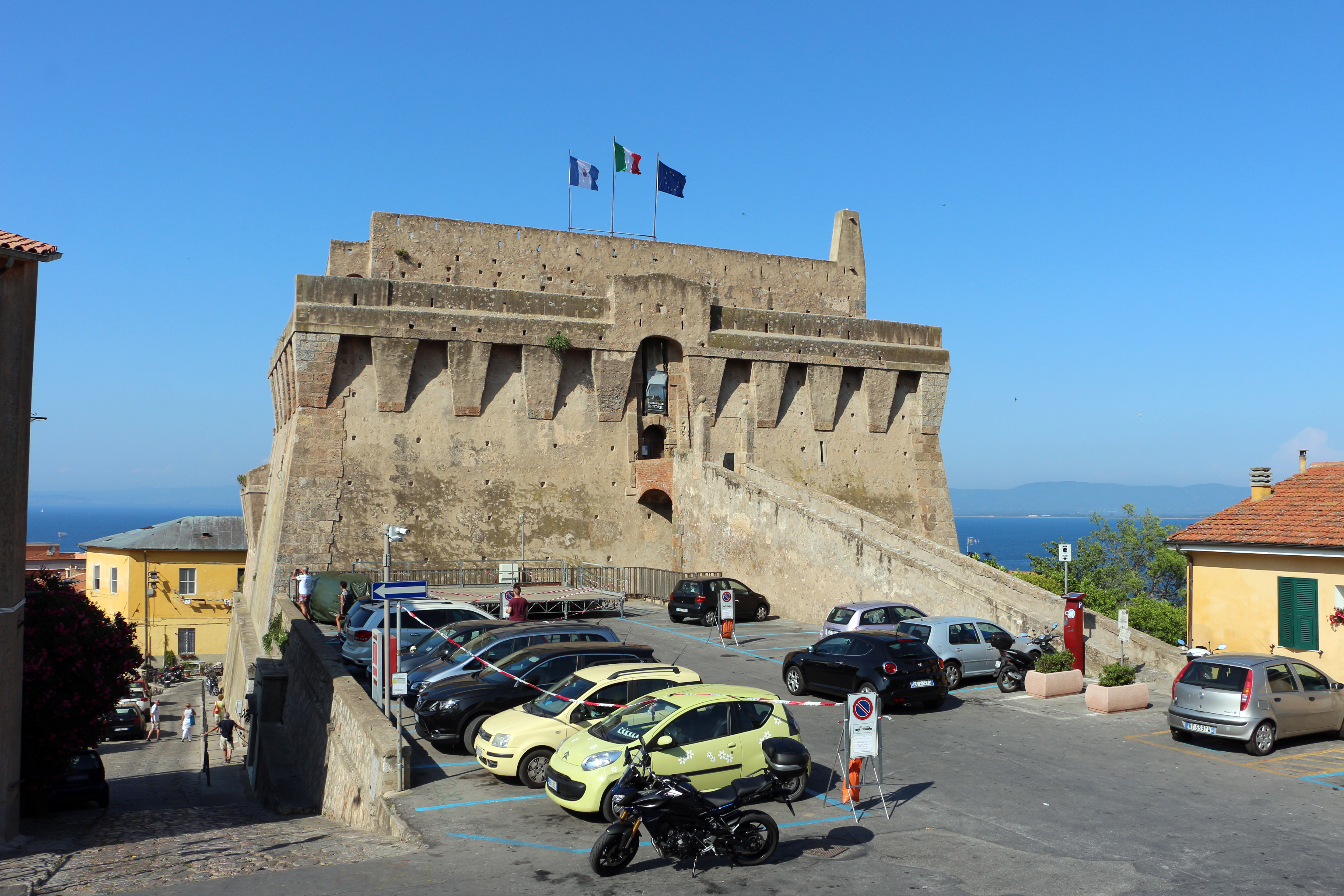
Fortalesa espanyola
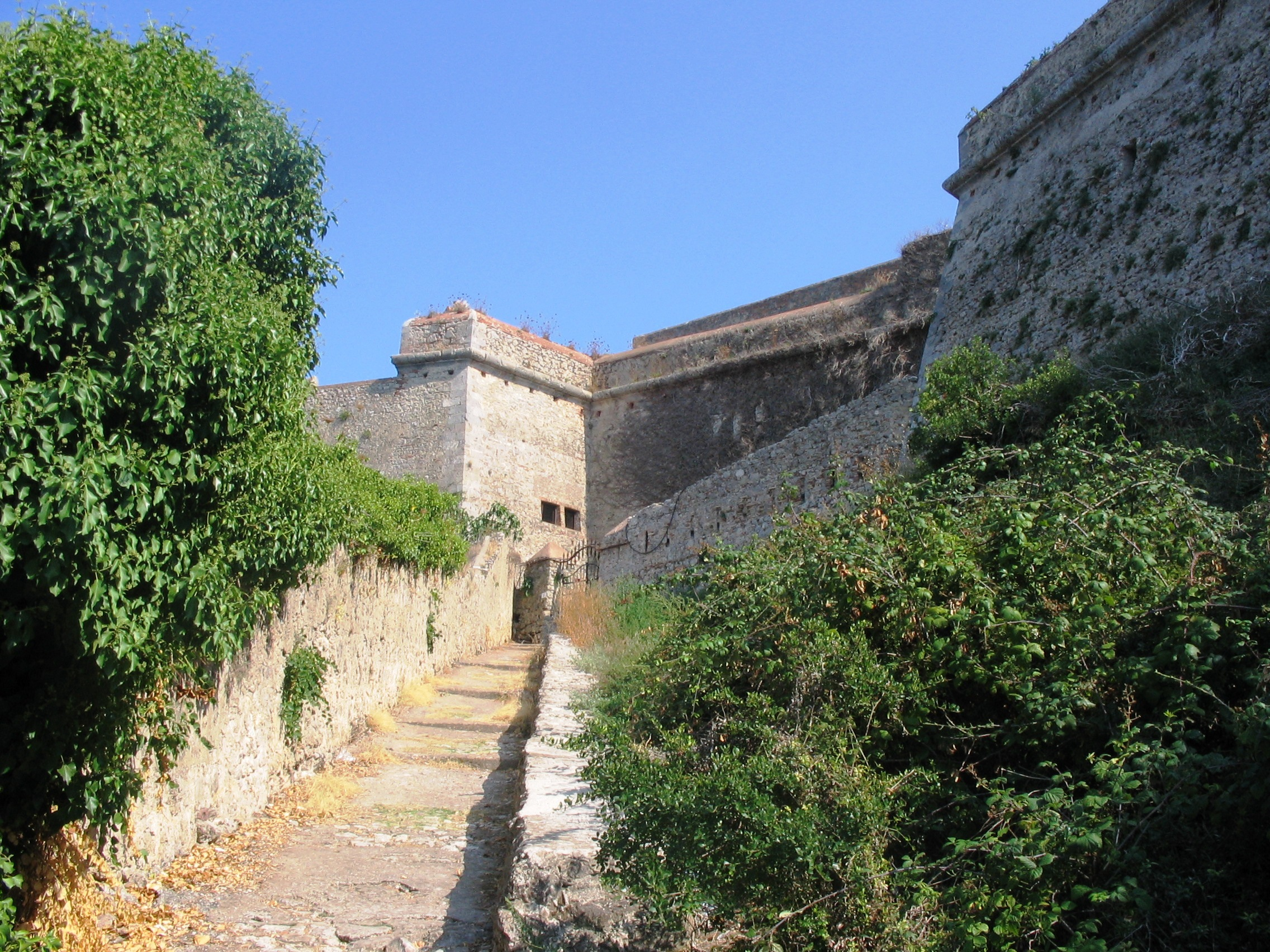
Muralles
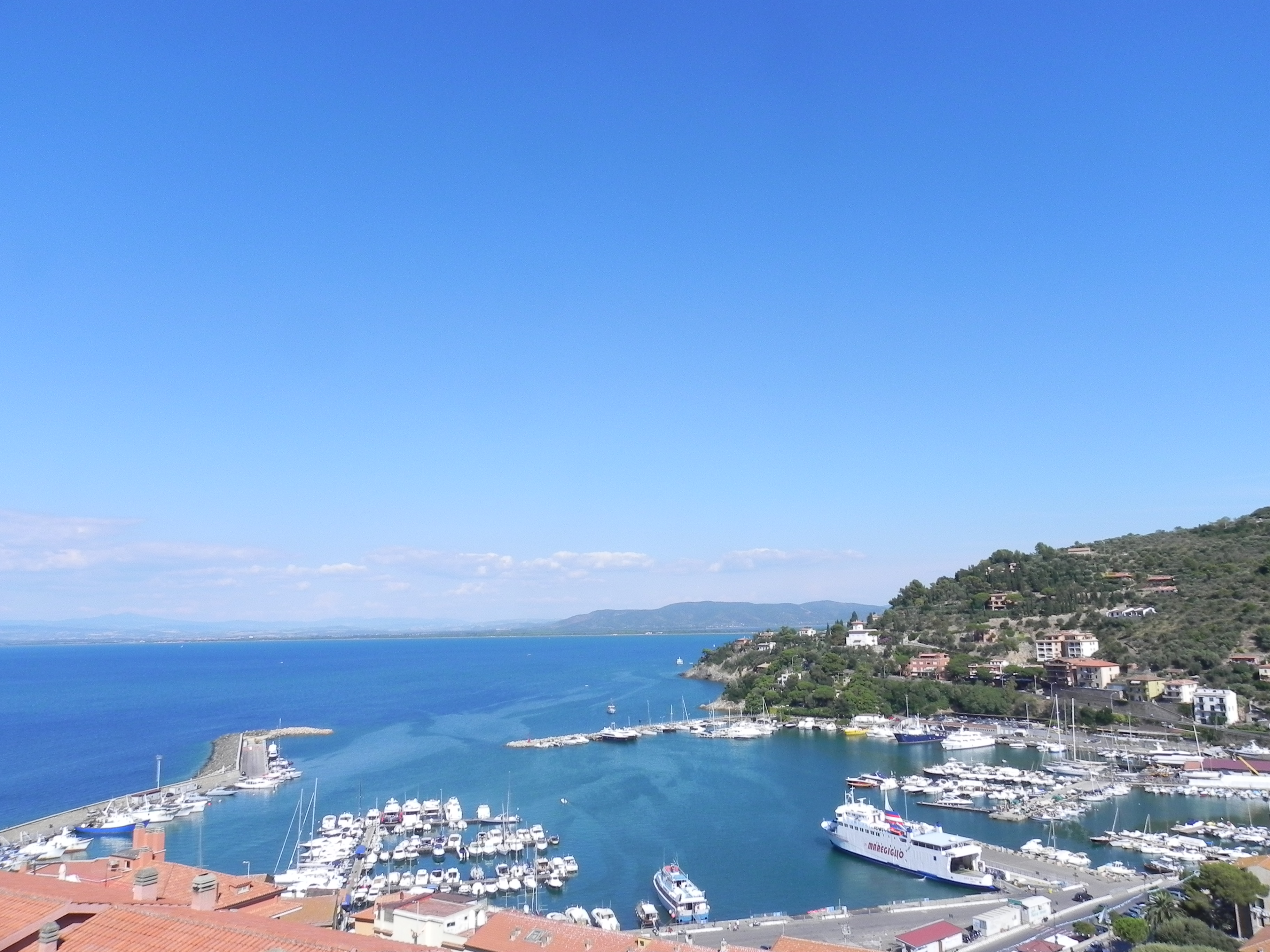
Porto S.Stefano
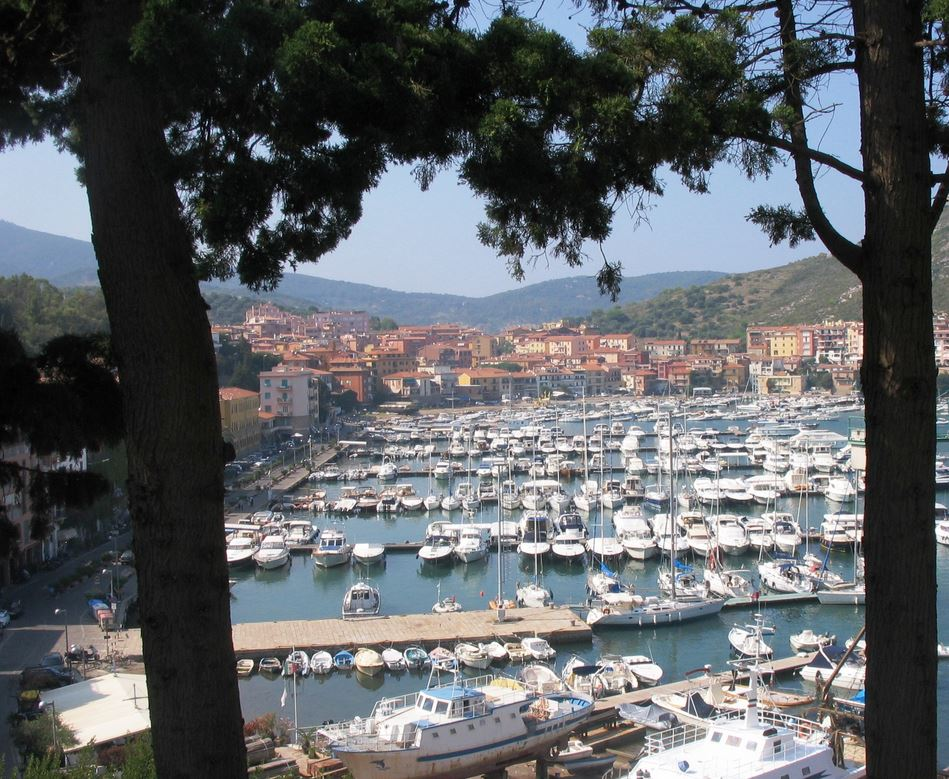
Porto Ercole
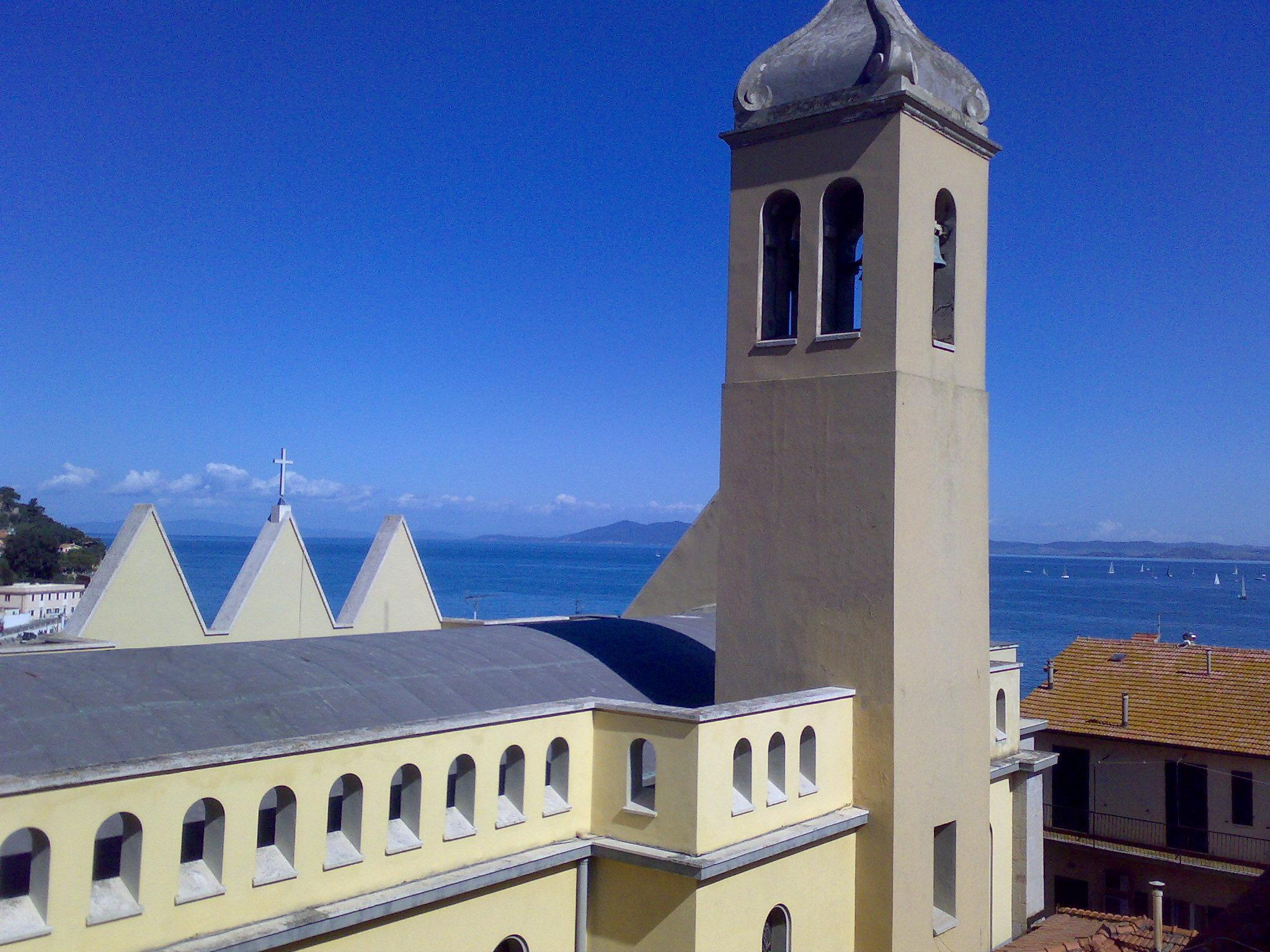
Església de S.Esteve